# Frank Jurić
Frank Jurić (Melbourne, 28 de outubro de 1973) é um ex-futebolista profissional australiano, goleiro, hoje é treinador de goleiros no Perth Glory.

## Carreira
Frank Jurić representou a Seleção Australiana de Futebol, nas Olimpíadas de 1996. 